# 하이루 (배우)
하이루(중국어 간체자: 海陆, 정체자: 海陸, 병음: Hǎi Lù, 한자음: 해육, 1984년 10월 15일 ~ )는 중국의 배우이다.

## 학력
- 상하이 희극학원 (졸업)

## 출연작

### 드라마
- 2012년 후난위성텔레비전 금응독파극장 《궁쇄주렴》 - 유호록 역
- 2012년 후난위성텔레비전 금응독파극장 《아가유희》 - 바이쉐이시 역
- 2013년 후난위성텔레비전 금응독파극장 《인위애정유다미》 - 왕쥐한 역
- 2014년 장쑤 위성 텔레비전 행복극장 《검협》 - 은대 역
- 2015년 후난위성텔레비전 금응독파극장 《가화만사흥》 - 장샤오쥔 역
- 2017년 유쿠 웹드라마 《국사무쌍 황비홍》 - 덕해택 역
- 2018년 장시 위성 텔레비전 금패극장 《용포행복》 - 저우홍잉 역
- 2018년 아이치이 웹드라마 《수호신지보험종사》 - 레이첼 역
- 2019년 아이치이 웹드라마 《독고황후》 - 아사나송 역
- 2019년 유쿠 웹드라마 《수남해》 - 종차이쩐 역
- 2020년 텐센트 웹드라마 《파인화》 - 셸리 역
- 2022년 CCTV-8 황금강당극장 《가유마마》 - 친웨이 역
- 2023년 텐센트 웹드라마 《구의인》 - 황교교 역